# پل شیر
پل شیر (به انگلیسی: Paul Scheer) (زاده ۳۱ ژانویهٔ ۱۹۷۶) بازیگر آمریکایی است.
از کارهای معروف او می‌توان به بازی در فیلم الاغ وارونه، شب افتتاحیه، چگونه پایان می‌پذیرد، جابجایی اعضای خانواده و پایان خوش اشاره کرد.